# Woo-Su Choi
Woo-Su Choi (12 de julio de 1986) es un deportista neozelandés que compitió en judo. Ganó dos medallas en el Campeonato de Oceanía de Judo en los años 2010 y 2012.

## Palmarés internacional
| Campeonato de Oceanía | Campeonato de Oceanía | Campeonato de Oceanía | Campeonato de Oceanía |
| Año                   | Lugar                 | Medalla               | Categoría             |
| --------------------- | --------------------- | --------------------- | --------------------- |
| 2010                  | Canberra (Australia)  | Medalla de oro        | –73 kg                |
| 2012                  | Cairns (Australia)    | Medalla de plata      | –73 kg                |